# Squamish
1. OMDIRIGERING Squamish, British Columbia